# 개성부립박물관
개성부립박물관(開城府立博物館)은 1933년 3월 6일에 일제 시대의 경기 개성부에 서구적 형태의 신식 건물로 개관한, 일제강점기 시대 경기도 개성부 부립 박물관이었다. 1955년 8월 15일 이후 지금의 조선민주주의인민공화국 령토(북한)의 국립 산하 기관 평남 평양 시내 조선미술박물관 황북 개성 분관.
1933년 3월 6일부터 1년간 박물관 관장 서리였던 고유섭이, 1934년 3월 6일에 정식 초대 박물관장으로 부임하여 9년간 역임한다. 그 후 최희순이 1943년 4월 12일부터 1945년 8월 15일, 을유해방 이후 1946년 4월 12일, 박물관 개편 및 폐관하여 미군정청 박물관에 통폐합으로써 폐관 및 통합 관련 해산 조처될 때까지 제2대 박물관장(처음에는 박물관장 서리)를 지냈다. 일제 시대 경기도 개성부 대화정에 위치하던 개성부청 부근에 있었던 내화성 콘크리트 빌딩이 바로, 이 경기도 개성부 부립 박물관이었다.

## 역대 대표

### 박물관관장
| 대수   | 대표   | 직함          | 임기                            |
| ------ | ------ | ------------- | ------------------------------- |
| (임시) | 고유섭 | 박물관장 서리 | 1933년 3월 6일~1934년 3월 6일   |
| 1      | 고유섭 | 박물관장      | 1934년 3월 6일~1943년 4월 27일  |
| (임시) | 최희순 | 박물관장 서리 | 1943년 4월 27일~1944년 2월 29일 |
| 2      | 최희순 | 박물관장      | 1944년 2월 29일~1946년 4월 12일 |

## 위상

### 상업을 중요시 하던 고려국의 수도
한반도에서 경성(서울) 이외의 타 지역에서 처음 개관한 박물관이었다.
주로 낙랑과 고구려 시대, 그리고 고려 시대의 유물을 전시하였고, 이후로는 개창 초창기 당시의 박물관장 서리였던 고유섭이 초대 관장으로 부임하여 박물관의 기초를 닦는 동시에 한국 미술사 연구에 매진하면서, 《개성부립박물관》의 성과를 높였다.
일제강점기에 경기도 개성부의 지역 유지들이 《총독부 박물관》의 개성 분관으로 편입을 요구하였으나, 끝까지 부립으로 정체성이 유지되었고, 1946년 4월 12일 이후부터 《미군정청 박물관 경기 개성분관》으로 편입 및 통폐합 조처되었으며, 1948년 8월 15일 이후부터 《대한민국 문교부 부설 한국미술사 중앙 박물관 경기 개성분관》이 된다.

### 농업을 중요시 하던 조선국과 대한제국의 승계
그러나 1950년 6월 25일 한국 전쟁 이후부터는 《북조선 인민 정부》한테 《북한 황해도 도청 개성인민출장소》로 강탈되었고, 1954년 10월 30일 이후부터 《북한 황해북도 도청 개성인민출장소》로써 이관되었으며, 1955년 8월 15일 이후부터는, 조선민주주의인민공화국 령토의 《북한 국립 산하 기관 평안남도 평양 시내 조선미술박물관 황해북도 개성 분관》으로써 강탈 흡수 병합 조처되었다.

## 같이 보기
- 고려시보
- 우현 고유섭
- 고하 송진우
- 혜곡 최순우(본명: 최희순)
- 고려박물관
- 조선미술박물관
- 고려의 문화
- 개경
- 경술국치늑약 체결 직후
- 구리시#일제강점기
- 미국의 경제#농림수산업